# Newark Light Rail
Die Newark Light Rail ist ein bedeutender Verkehrsträger der gleichnamigen Stadt im US-Bundesstaat New Jersey. Das aus zwei Linien bestehende System ist durch den Aufbau aus Tunnelstrecken, Straßenbahnstrecken und kleinbahnähnlichen Streckenführungen mit den deutschen Stadtbahnen bzw. deren amerikanischer Variante, den Light Railways, vergleichbar. Da es sich bei den beiden Linien um zeitlich voneinander unabhängig eröffnete Strecken handelt, tragen diese auch die Namen Newark City Subway und Broad Street Extension. Erst mit der Eröffnung letzterer erhielt das Netz den nun gebräuchlichen Überbegriff. Während sich die Infrastruktur im Besitz der Gesellschaften Norfolk Southern Railway und New Jersey Transit befindet, wird die Bahn nur durch die Tochtergesellschaft New Jersey Transit Bus Operations letzterer betrieben.

## Geschichte der Newark City Subway

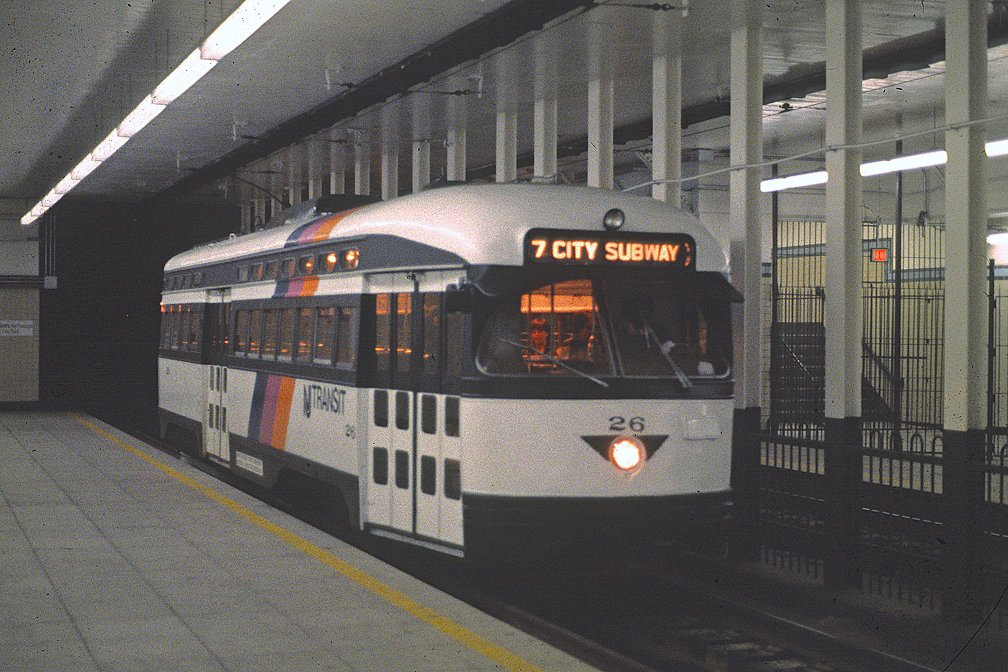
Ein PCC-Straßenbahnwagen in der City Subway im April 1985

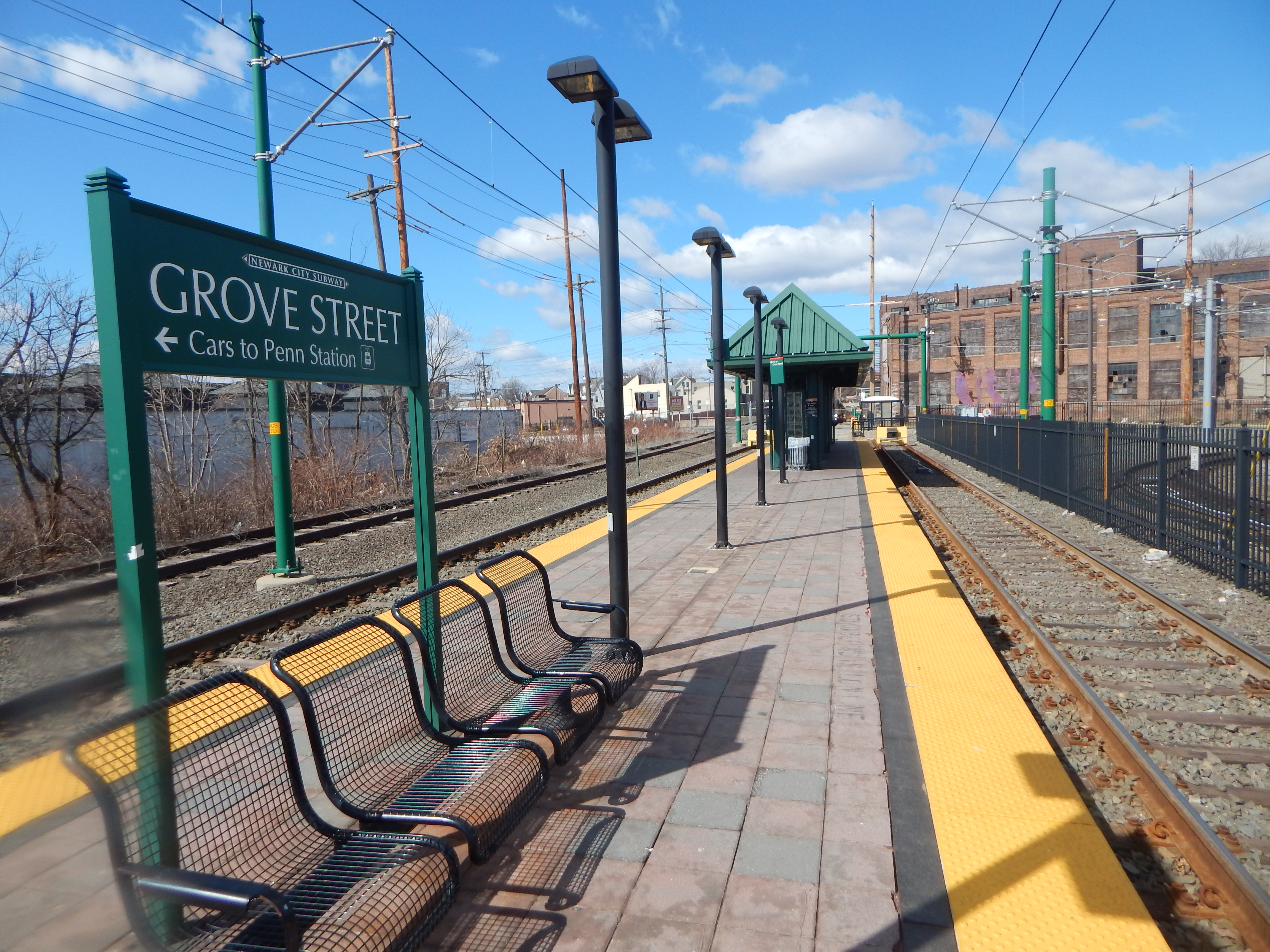
Die neue Station Grove Street auf der Bloomfield extension, rechts die neue Wendeschleife

Am 22. Dezember 1910 genehmigte die Public Service Corporation die Errichtung der Newark City Subway. Am 16. Mai 1935 wurde der Tunnel eröffnet und bot zunächst zahlreichen Linien einen Weg zur Newark Penn Station. Am 22. November 1940 erfolgte mit der Eröffnung zur heute nicht mehr in Betrieb befindlichen Station Franklin Avenue die erste Verlängerung nach Norden. Nachdem im Oktober 1980 der Betrieb durch die New Jersey Transit übernommen worden war, folgte im August/September 1999 eine zweiwöchige Generalüberholung.
Am 24. August 2001 wurden die vorher verwendeten PCC-Straßenbahnwagen vom Linienbetrieb abgezogen und am 27. August 2001 letztlich durch das jetzige Rollmaterial ersetzt.
In der darauf folgenden Zeit kam es zu einigen Änderungen an den Stationen und beim Betrieb: So wurde einerseits die Bloomfield extension eröffnet und andererseits ein nächtlicher Betrieb eingerichtet.

### Bloomfield extension
Am 22. Juni 2002 wurde die Newark City Subway um die Stationen Silver Lake und Grove Street erweitert, um die Vorstädte Belleville und Bloomfield an den Personennahverkehr anzuschließen. Dabei wurden durch das Umschwenken der Trasse auf eine Bahnlinie der Norfolk Southern die Haltestellen Heller Parkway und Franklin Avenue zur Branch Brook Park Station. Außerdem fahren die Fahrzeuge seitdem auf der Infrastruktur derselben Bahngesellschaft. Obwohl es sich beim heute eingesetzten Rollmaterial um Zweirichtungsfahrzeuge handelt, richtete man an der Endhaltestelle Grove Street eine Wendeschleife ein.

## Broad Street Extension

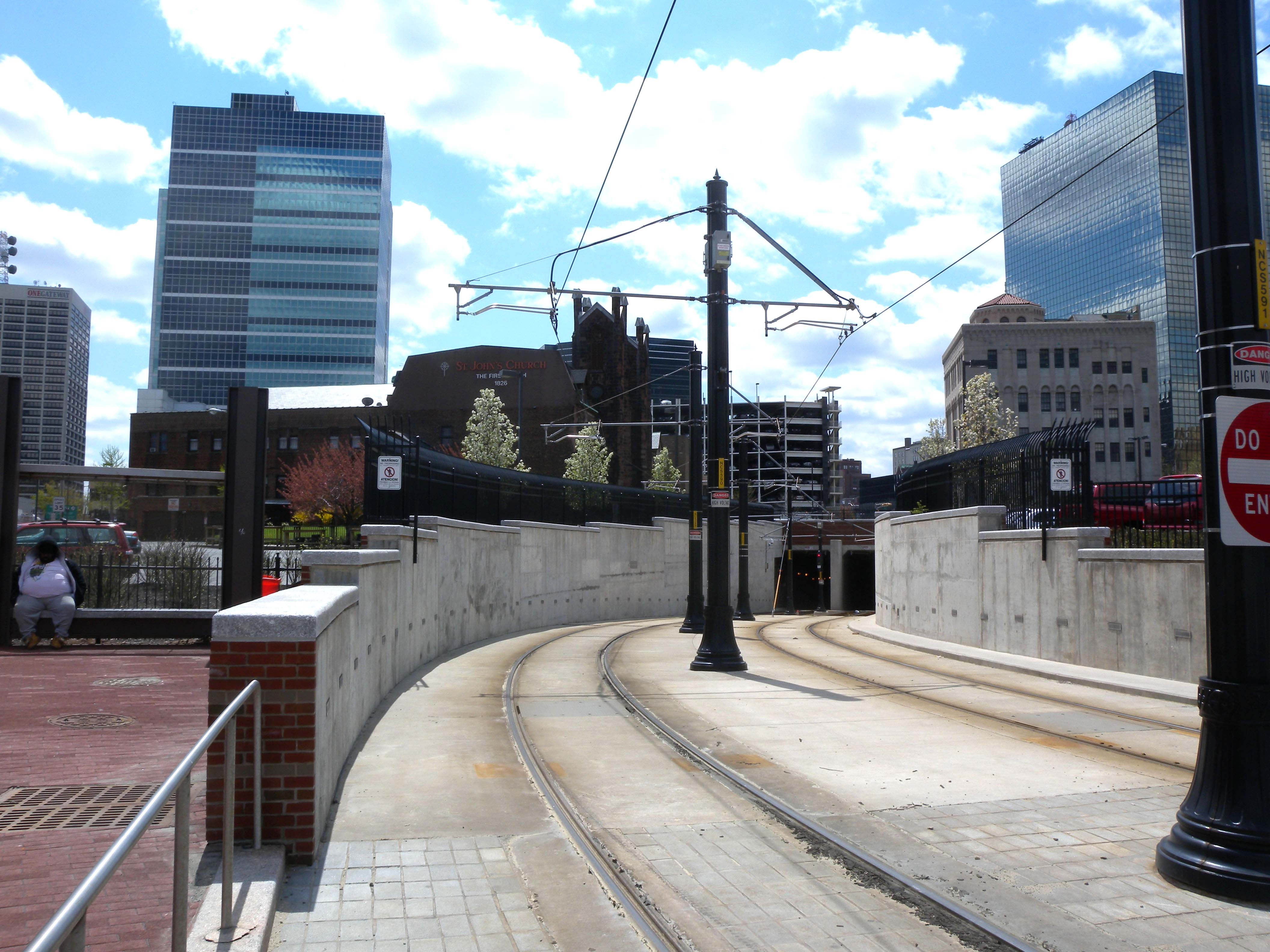
Das neue Tunnelportal der Broad Street Extension

Als zweiter Bestandteil der Newark Light Rail wurde die Broad Street Extension von 1998 an zur Revitalisierung des Uferbereichs des Passaic River geplant. Die Bauarbeiten begannen im Jahr 2002, die Fertigstellung der Strecke erfolgte 2006. Am 17. Juli 2006 wurde die neue Linie in Betrieb genommen, die auf ihrer einen Kilometer langen Strecke die Penn Station mit der Broad Street Station verbindet. Es handelt sich hierbei zum großen Teil um eine neue Strecke, wobei die Station der City Subway an der Penn Station sowie ein kurzer Abschnitt eines ehemaligen Tunnels zum nicht mehr in Betrieb befindlichen Public Service terminal, einer unterirdischen Straßenbahn-Endstation, gehört. Von diesem wurde ein neuer Tunnel unter zwei Häuserblocks zum jetzigen Tunnelportal gegraben. Durch die neue Strecke werden unter anderem das New Jersey Performing Arts Center sowie das Bears and Eagles Riverfront Stadium angebunden. Seit der Eröffnung der zweiten Linie wird das Stadtbahnnetz der beiden Linien als Newark Light Rail bezeichnet.

## Strecken und Stationen

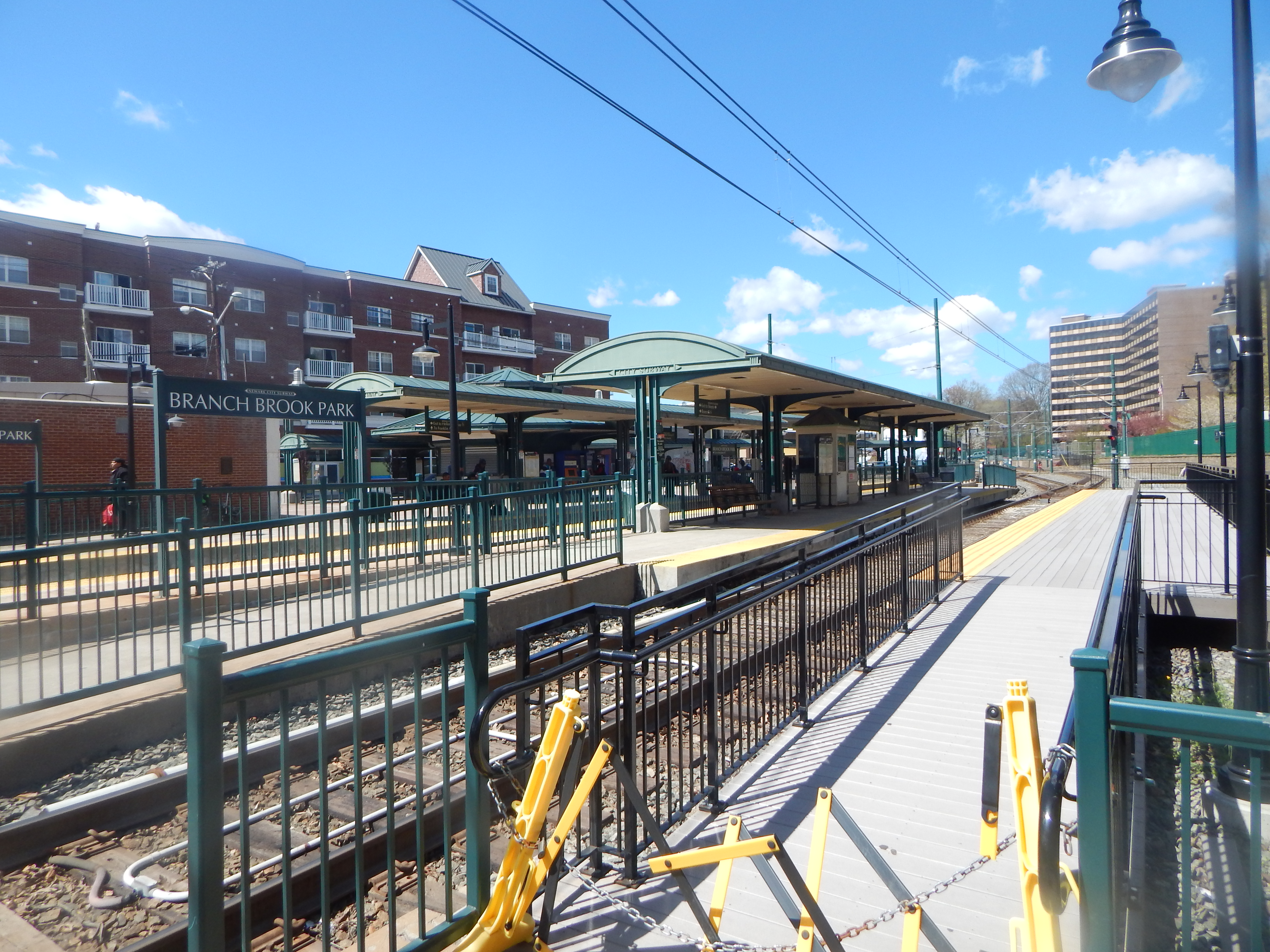
Die Branch Brook Park Station an der gleichnamigen Parkanlage

### Newark City Subway
Die Strecke beginnt an der Tunnel-Station Penn Station, bei der es sich um eine Wendeanlage mit fünf Bahnsteigkanten handelt, wo Verbindungen zu den Vorortzügen der Eisenbahn sowie der PATH-U-Bahn nach New York City bestehen. Nach Verlassen der Station zweigt die Linie zur Broad Street Station in nördliche Richtung ab. Es folgen die Tunnelstationen Military Park, Washington Street und nach einer Kurve nach Norden die Station Warren Street/NJIT. Nach dieser verlässt die Strecke den Tunnel und wird am westlichen Rand des Branch Brook Park entlang auf unabhängigem Gleiskörper geführt. Hier liegen die Haltestellen Orange Street, Park Avenue, Bloomfield Avenue, Davenport Avenue und Branch Brook Park. Zwischen letzteren lag bis zur Eröffnung der Bloomfield extension die Haltestelle Heller Parkway. Am nördlichen Ende folgt die Bloomfield extension auf einer Bahnstrecke, die jedoch mit zu Bahnübergängen ausgebaute höhengleichen Straßenkreuzungen versehen ist. Nach der Haltestelle Silver Lake folgt die Endhaltestelle Grove Street mit Wendeschleife, wo auch der Betriebshof für beide Linien angesiedelt ist.

### Broad Street Extension

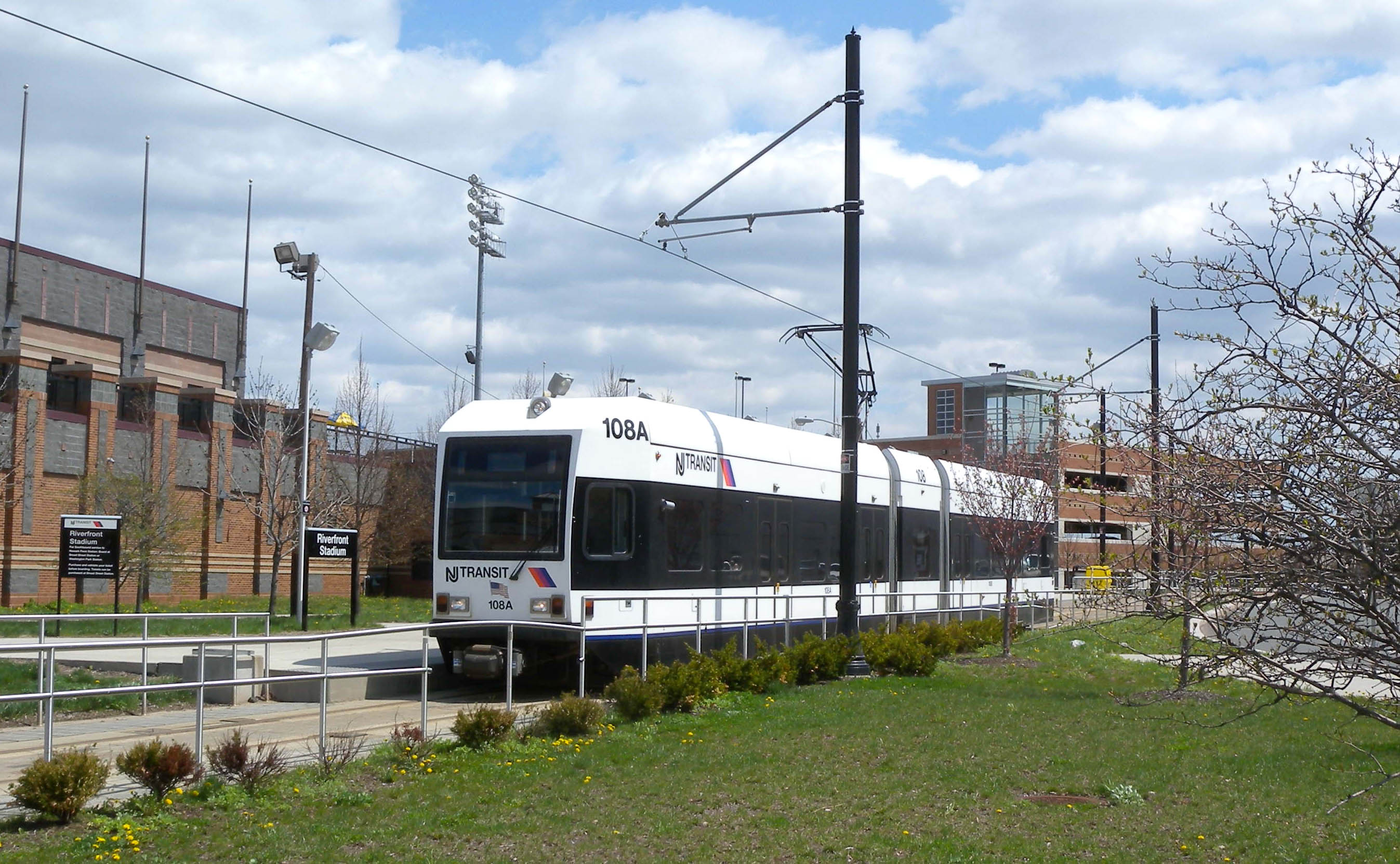
Die Haltestelle Riverfront Stadium an der Broad Street Extension

Die Strecke der Broad Street Extension unterscheidet sich stark von der Newark City Subway, da diese zum Großteil auf einem besonderen Bahnkörper im Straßenraum geführt wird. Nachdem die Strecke die neue Tunnelrampe in nördliche Richtung verlassen hat, folgt die erste Haltestelle NJPAC / Center Street. Nach dieser teilt sich die Strecke auf, sodass alle Wagen zur Broad Street Station über die Atlantic Street und alle Wagen zur Penn Station über die Broad Street geführt werden. Auf der Atlantic Street befindet sich die gleichnamige Haltestelle sowie die Haltestelle Riverfront Stadium, auf der Broad Street die Haltestelle Washington Park. Vor der Endhaltestelle Broad Street Station werden die beiden Stränge wieder vereint und führen zur Haltestelle vor dem gleichnamigen Bahnhof. Hinter dieser befindet sich ein einzelnes Wendegleis.

## Rollmaterial

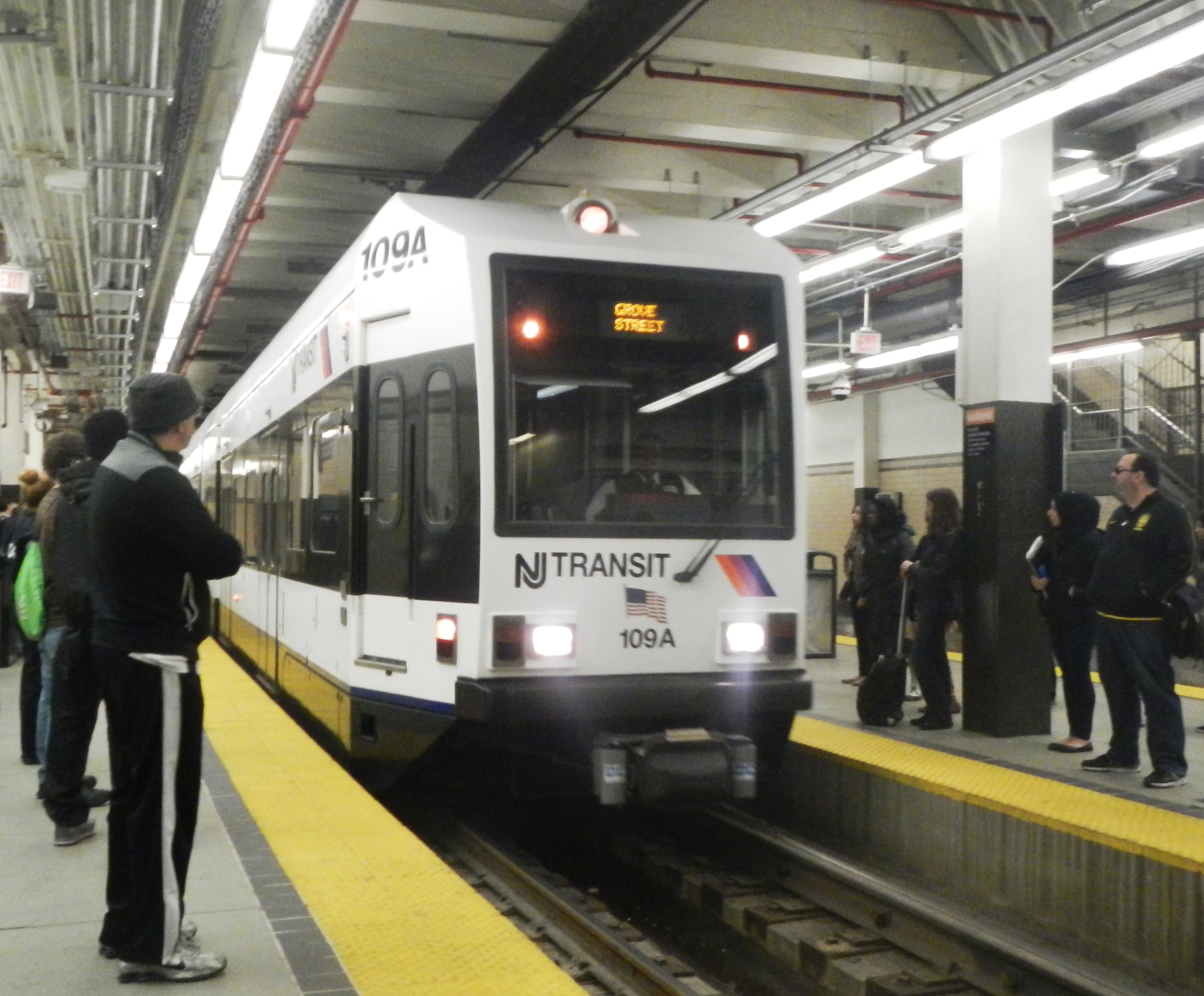
Ein Stadtbahnwagen von Kinki Sharyo an der Penn Station

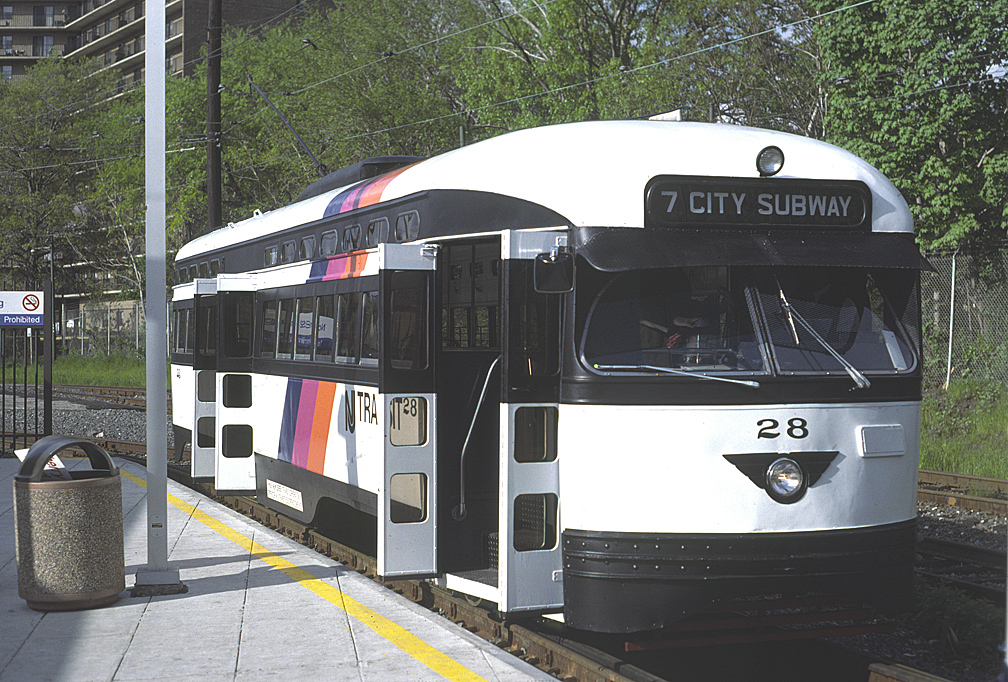
Ein PCC-Straßenbahnwagen an der Franklin Avenue

Bis 2001 wurden PCC-Straßenbahnwagen eingesetzt. Das jetzige Rollmaterial umfasst niederflurige Stadtbahn-Gelenkwagen des japanischen Herstellers Kinki Sharyo. Die Zweirichtungsfahrzeuge bieten 68 Sitzplätze sowie 122 Stehplätze und können bei entsprechender Auslastung Heck an Heck gekuppelt werden.

### Video- und Audioüberwachung in den Fahrzeugen
Um die Sicherheit der Fahrgäste vor Diebstählen von Wertgegenständen zu erhöhen, wurden im Juni 2015 Kameras in den Stadtbahnwagen der Newark Light Rail eingebaut, die neben der Videoüberwachung auch Tonaufnahmen machen. Das System soll zur Senkung der Delikte und deren Prävention dienen. Auf die Newark City Subway fallen ein Großteil der Verbrechen, die in den drei Light Railways der NJ Transit verübt werden, so fielen 2014 von 28 aufgezeichneten Diebstählen vierzehn auf das System in Newark. Um die Fahrgäste auf die Überwachung hinzuweisen, werden Durchsagen in den Fahrzeugen abgespielt, außerdem wurden auf den Bahnsteigen Infotafeln sowohl auf Englisch als auch Spanisch aufgestellt.